# Ведніков Василь Спиридонович
Васи́ль Спиридо́нович Ве́дніков (нар. 23 грудня 1918, Лебедин — пом. 24 вересня 1987, Миколаїв) — український радянський державний, партійний і політичний діяч. Депутат Верховної Ради Української РСР 6-го скликання. Кандидат у члени ЦК КПУ в 1961—1966 р.

## Біографія
Народився 23 грудня 1918 року в місті Лебедині (нині Сумська область). Українець.
У 1940 році закінчив Харківський зоотехнічний інститут і працював зоотехніком-селекціонером радгоспу.
У лавах РСЧА з 1940 року. Учасник радянсько-японської війни. Як командир роти 29-го окремого батальйону зв'язку 94-ї стрілецької дивізії 36-ї армії Забайкальського фронту брав участь у боях в районі міста Хайлар.
Член ВКП(б) з 1946 року.
У 1947—1954 роках перебував на господарській, радянській та партійній роботі в Ізмаїльській області: голова виконавчого комітету Суворовської районної ради депутатів трудящих (на 1951), 1-й секретар Кілійського районного комітету КПУ (до жовтня 1954 року).
У жовтні 1954 — травні 1955 року — інспектор ЦК КПУ.
У травні 1955 — липні 1957 року — заступник міністра сільського господарства Української РСР — головний інспектор по великій рогатій худобі та загальним питанням тваринництва. У липні 1957—1961 роках — начальник Головного управління тваринництва Міністерства сільського господарства Української РСР.
У березні 1961 — січні 1963 року — голова виконавчого комітету Миколаївської обласної ради депутатів трудящих.
З січня 1963 по грудень 1964 року — голова виконавчого комітету Миколаївської сільської обласної ради депутатів трудящих.
Обирався депутатом Верховної Ради Української РСР 6-го скликання (1963—1967).На XXII з'їзді КПУ обирався кандидатом у члени ЦК КПУ (1961—1966).
У грудні 1964 — 23 квітня 1971 року — секретар Миколаївського обласного комітету КПУ.
23 квітня 1971 — квітень 1975 року — 2-й секретар Миколаївського обласного комітету КПУ.
У 1975 — червні 1978 року — заступник голови виконавчого комітету Миколаївської обласної ради депутатів трудящих.
Після виходу у червні 1978 році на пенсію очолював Миколаївське обласне товариство охорони природи.
Персональний пенсіонер союзного значення. Помер у місті Миколаєві.

## Нагороди
- орден Жовтневої Революції
- три ордени Трудового Червоного Прапора (26.02.1958,)
- орден Вітчизняної війни ІІ ступеня (06.04.1985)
- орден Червоної Зірки (22.08.1945)
- медалі
- Почесна грамота Президії Верховної Ради Української РСР (23.12.1968)